# Ringwal Epen
De Ringwal Epen is het restant van een voormalig middeleeuws verdedigingswerk in de gemeente Gulpen-Wittem in de Nederlandse provincie Limburg. Het ligt op de linkeroever (westoever) van het riviertje de Geul, ten noordoosten van Epen, ten westen van Bommerig en ten zuiden van Hurpesch. Ten oosten ervan komt de Bommerigerbeek uit in de Geul en noordelijker stroomt het water van de Paulusbron in de Geul.
De ringwal had een diameter van meer dan 100 meter en was omgeven door een gracht, die gevoed werd vanuit de Paulusbron. Binnen de wal zijn geen resten van een gebouw aangetroffen.
Het verdedigingswerk heeft mogelijk een rol gespeeld in de Limburgse Successieoorlog. 
Ruim een halve kilometer naar het noorden lag vroeger aan de Geul het Kasteel Hurpesch.
Het restant van de ringwal is begroeid met enkele eiken.

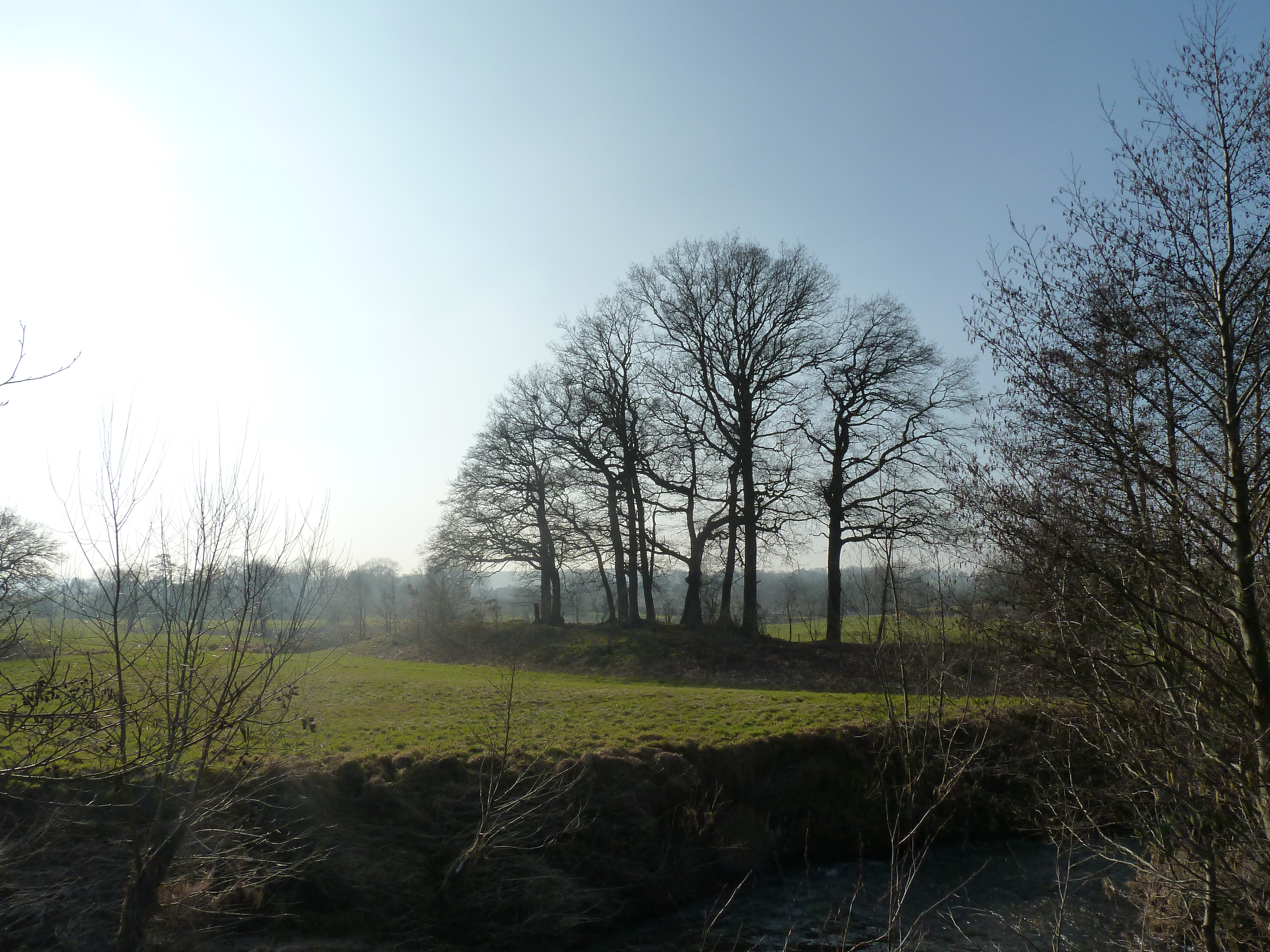
De motteheuvel gezien vanuit het noordoosten
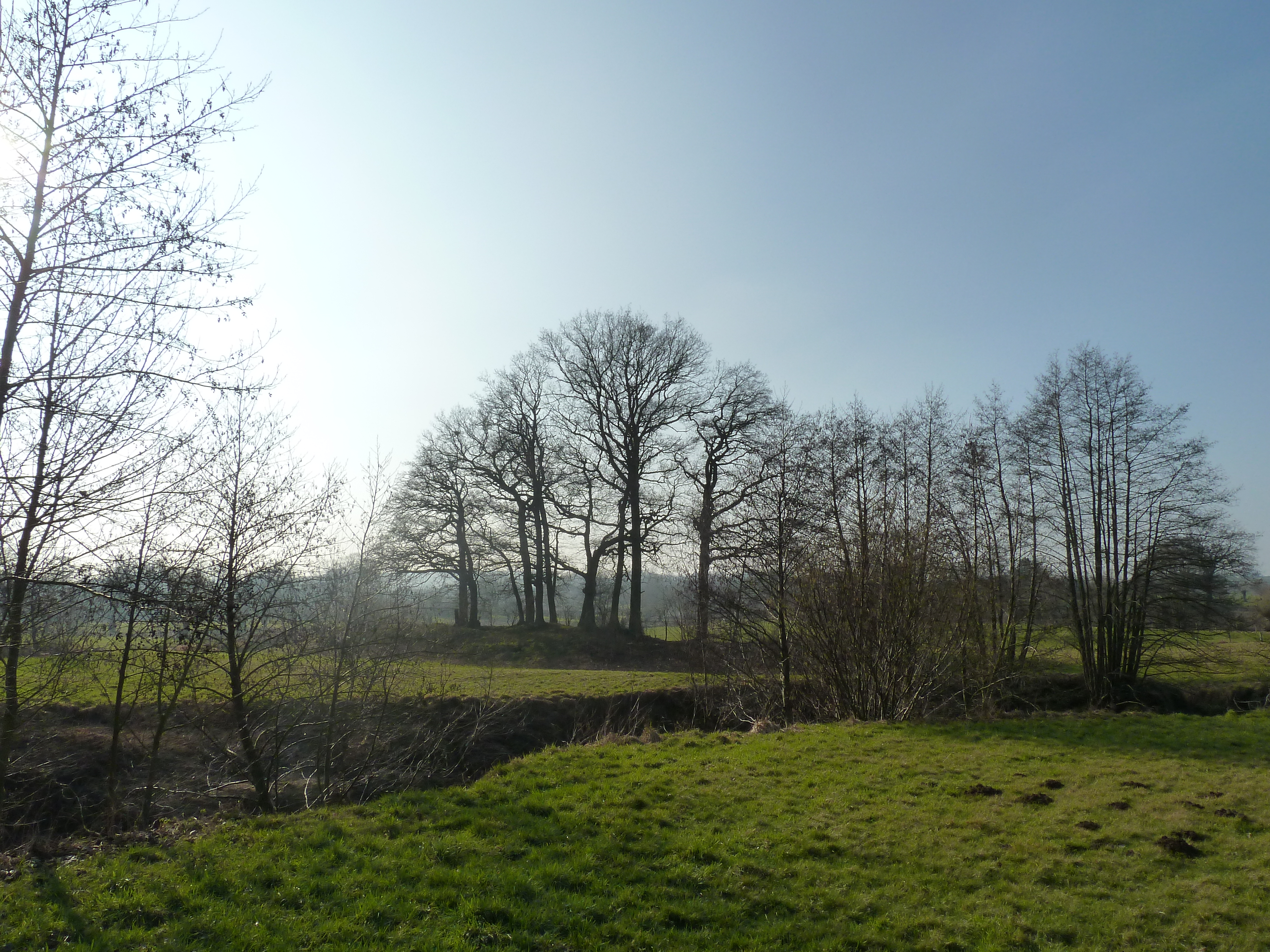
De heuvel gezien vanuit het oosten met op de voorgrond de Geul
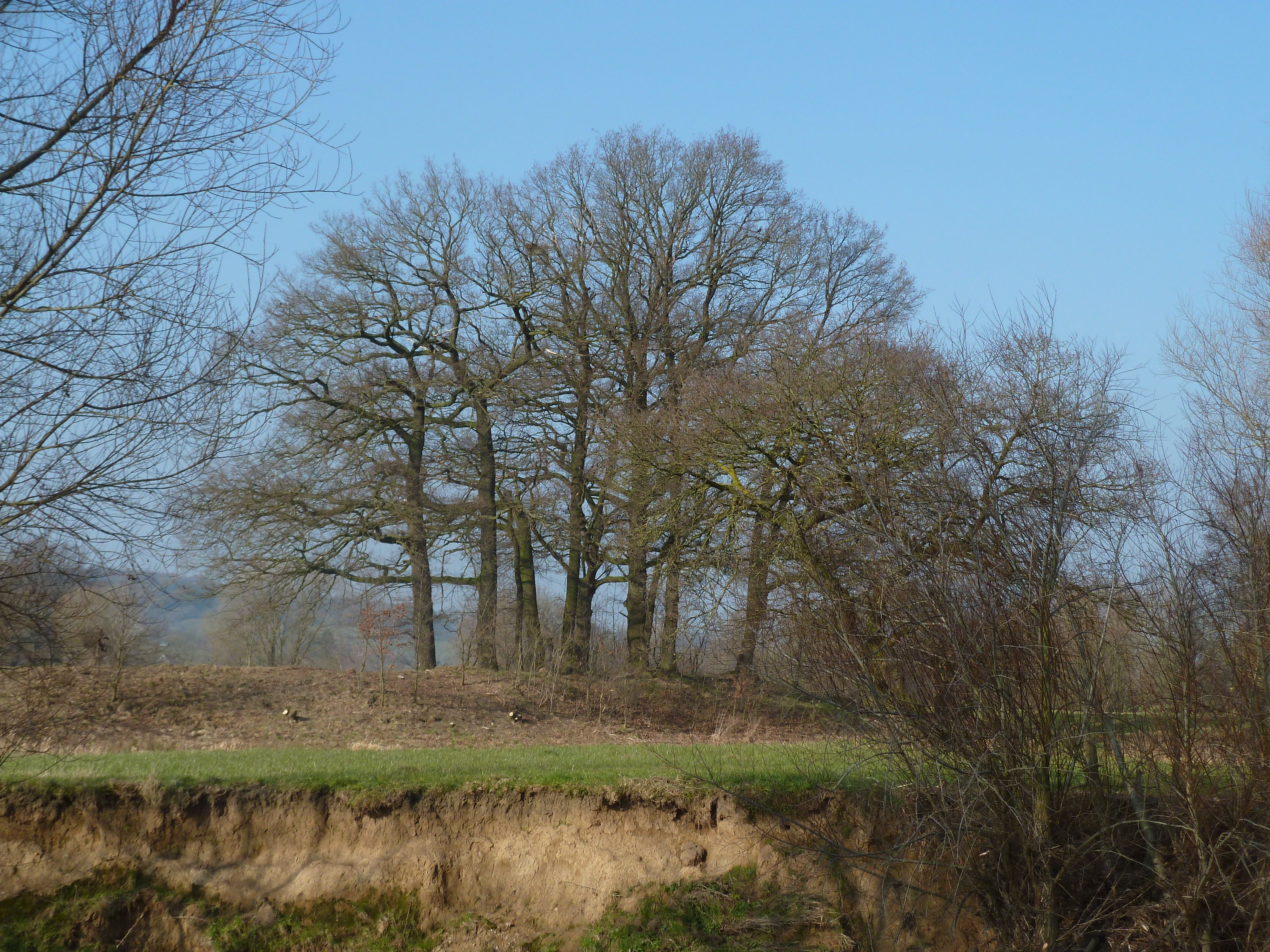
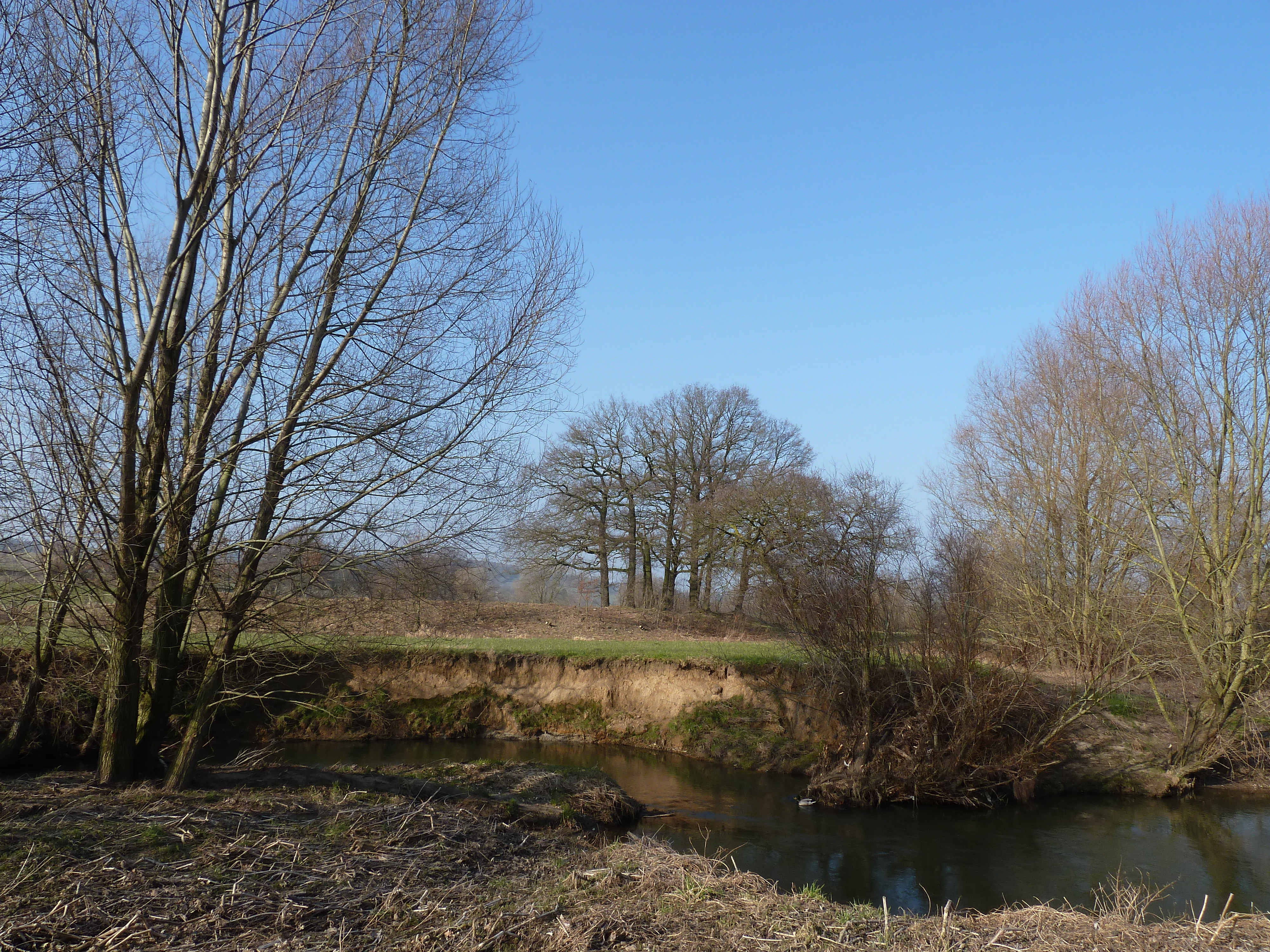